# Notwane Football Club
Maillots
Actualités
Le Notwane FC est un club botswanais de football basé à Gaborone.

## Palmarès
- Championnat du Botswana (3)
  - Champion : 1978, 1996, 1998

- Coupe du Botswana (4)
  - Vainqueur : 1978, 1995, 1997, 2006